# میل چیمپ
میل چیمپ یک پلتفرم اتوماسیون بازاریابی و خدمات بازاریابی ایمیلی است.    میل چیمپ نام تجاری اپراتور آن، راکت ساینس گروپ، یک شرکت آمریکایی است که در سال 2001 توسط بن چستنات و مارک آرمسترانگ تأسیس شد،  و دن کرزیوس بعدها به آنان ملحق شد. 

## تاریخچه
میل چیمپ در سال ۲۰۰۱ راه‌اندازی شد.  این پلتفرم به نام یکی از محبوب‌ترین شخصیت‌های کارت تبریک الکترونیکی آنها نامگذاری شد و ماهانه چند هزار دلار درآمد داشت.  این پلتفرم به عنوان یک سرویس پولی شروع به کار کرد و در سال ۲۰۰۹ یک گزینهٔ فری‌میوم نیز به خدمات خود اضافه کرد و در عرض یک سال، تعداد کاربران آن از ۸۵۰۰۰ به ۴۵۰۰۰۰ افزایش یافت.  تا ژوئن ۲۰۱۴، بیش از ۱۰ میلیارد ایمیل در ماه از طرف کاربران خود ارسال می‌کرد.  طبق آمار، هر دو روز بیش از ۶۰۰ میلیون ایمیل از طریق این پلتفرم ارسال می‌شود. 
میل چیمپ در سال ۲۰۱۶ در فهرست فوربز کلود ۱۰۰، رتبهٔ ۷ را به خود اختصاص داد.  در فوریه ۲۰۱۷، این شرکت به عنوان یکی از نوآورترین شرکت‌های فست کامپانی در سال ۲۰۱۷ انتخاب شد  و در آگوست ۲۰۱۷، گزارش شد که این شرکت دفاتر خود را در بروکلین و اوکلند، کالیفرنیا افتتاح خواهد کرد. در فوریه ۲۰۱۹، میل چیمپ لمن استند را که یک رقیب کوچکتر به شمار می‌رفت، خریداری کرد. 
بنیانگذاران میل چیمپ بدون هیچ بودجهٔ خارجی شروع به کار کردند و به مدت ۲۰ سال پیشنهادهای خرید را رد کردند.  چستنات و آرمسترانگ نمونه‌هایی از فهرست رو به رشد استارت‌آپ‌های موفق راه‌اندازی شده به شمار می‌روند.  با این حال، در ۳۱ آگوست ۲۰۲۱، بلومبرگگزارش داد که اینتویت در حال مذاکره با میل چیمپ در مورد خرید احتمالی بخش شرکت بازاریابی ایمیلی است. 